# Tamara Tansykkuzhina
Tamara Mikhailovna Tansykkuzhina (en ruso: Тамара Михайловна Тансыккужина ;Naberejnye Tchelny, Unión Soviética, 11 de diciembre de 1978) es una jugadora de damas en versión internacional rusa. Ganó el Campeonato del Mundo Femenino siete veces y el Campeonato de Europa dos veces. Forma parte los 20 mejores jugadores y jugadoras de Rusia.  

## Carrera deportiva

### Campeonato del mundo
- 2001, 2002, 2004, 2007, 2011, 2019, 2021 - 1.º lugar[2][3]

### Campeonato de Europa
- 2000, 2008 - 1.º lugar